# پیتزیگتونه
پیتزیگتونه (به ایتالیایی: Pizzighettone) یک کومونه در ایتالیا است که در استان کریمونا واقع شده‌است. پیتزیگتونه ۳۲ کیلومتر مربع مساحت و ۶٬۷۷۷ نفر جمعیت دارد.